# Moisej Vajnberg
Moisej Vajnberg eller Mieczysław Wajnberg (russisk: Моисей Самуилович Вайнберг tr. Moisej Samuilovitj Vajnberg , polsk: Mieczysław Wajnberg, Moisiej (Mojsze) Samuiłowicz Wajnberg ; 8. december 1919 i Warszawa – 26. februar 1996 i Moskva, Rusland) var en polsk, sovjetisk og russisk komponist af jødisk afstamning.
Vajnberg hører til blandt Ruslands store komponister i tiden ved siden af Sergej Prokofjev og Dmitrij Sjostakovitj. 
Han har komponeret en mængde musik, blandt andet 22 symfonier, 4 kammersymfonier, 2 sinfoniettas, orkesterværker og 17 strygekvartetter, 7 operaer,  etc. Han skrev endvidere filmmusik til en lang række sovjetiske film. 
Han studerede på Warszawa Musikkonservatorium, inden han ved krigens udbrud flygtede til Rusland, hvor han slog sig ned i byen Minsk. Flyttede så til Moskva hvor han mødte Sjostakovitj, som fik stor betydning for ham både som ven og musiker. 
Vajnberg komponerede i neoklassisk stil, og var inspireret af Bela Bartok, Gustav Mahler, Sergej Prokofjev og Nikolaj Mjaskovskij.

## Udvalgte værker
- Symfoni nr. 1 (1942) - for orkester
- Symfoni nr. 2 (1946) - for strygeorkester
- Symfoni nr. 3 (1949-1950, rev. 1959) - for orkester
- Symfoni nr. 4 (1957, rev. 1961) - for orkester
- Symfoni nr. 5 (1962) - for orkester
- Symfoni nr. 6 (1962-1963) - for drengekor og orkester
- Symfoni nr. 7 (1964) - for cembalo og strygerorkester
- Symfoni nr. 8 "Polske blomster" (1964) - for sopran, alt, tenor, kor og orkester
- Symfoni nr. 9 (1940-1967) - for fortæller, kor og orkester
- Symfoni nr. 10 (1968) - for orkester
- Symfoni nr. 11 "Festlig symfoni" (1969) - for kor og orkester
- Symfoni nr. 12 "Til minde om Dmitrij Sjostakovitj" (1975-1976) - for orkester
- Symfoni nr. 13 (1976) - for orkester
- Symfoni nr. 14 (1977) - for orkester
- Symfoni nr. 15 "Jeg tror på denne jord" (1977) - for sopran, baryton, kvindekor og orkester
- Symfoni nr. 16 (1981) - for orkester
- Symfoni nr. 17 "Hukommelse" (1984) - for orkester
- Symfoni nr. 18 "Krig, intet ord er grusommere" (1986) - for kor og orkester
- Symfoni nr. 19 "Den strålende maj" (1986) - for orkester
- Symfoni nr. 20 (1988) - for orkester
- Symfoni nr. 21 "Kaddish" (1992) - for orkester
- Symfoni nr. 22 (1994) (ufuldendt) (orkestreret af Kirill Umanskij) - for orkester
- Sinfonietta nr. 1 (1948) - for orkester
- Sinfonietta nr. 2 (1960) - for orkester
- Kammersymfoni nr. 1 (1987) - for orkester
- Kammersymfoni nr. 2 (1987) - for orkester
- Kammersymfoni nr. 3 (1991) - for orkester
- Kammersymfoni nr. 4 (1991) - for orkester
- Musik til 40 film (1956-1982)

Filmmusik
Vajnberg har skrevet musik til bl.a. følgende sovjetiske film:
- Ukrotitelnitsa tigrov
- To venner
- Medovyj mesjats
- Tranerne flyver forbi
- Poslednij djujm
- Barjer neizvestnosti
- Sud sumassjedsjikh
- Ingeniør Garins dødsstråle
- Po tonkomu ldu
- Fokusnik
- Tatjanin den
- Krepkij oresjek
- Vinni-Pukh
- Vinni-Pukh idjot v gosti
- Dvenadtsat mesjatsev
- Vinni-Pukh i den zabot
- Tsarevitj Prosja
- Afonja
- Tjestnoje volsjebnoje
- Kak Ivanusjka-duratjok za tjudom khodil
- Solovej
- Oslinaja sjkura
- I vot prisjol Bumbo...